# Trolejbusy w Nachiczewanie
Trolejbusy w Nachiczewanie − zlikwidowany system komunikacji trolejbusowej w Nachiczewanie w Azerbejdżanie.

## Historia
Trolejbusy w Nachiczewanie uruchomiono 3 listopada 1986. W kolejnych latach sieć trolejbusową rozbudowano do trzech linii. Trolejbusy zamknięto w kwietniu 2004.

## Tabor
W eksploatacji znajdowały się trolejbusy ZiU-9. W 1990 posiadano 29 trolejbusów tego typu.